# 淘票票

淘票票APP标志

淘票票（原名：淘宝电影）是阿里巴巴影业集团旗下的互联网售票业务平台，于2014年底上线，至今淘宝电影提供超过5000家中国影院在线选座购票服务。2015年第四季度，淘宝电影占有市场份额9.47%，仅次于猫眼电影、微票儿和百度糯米，位居中国电影在线票务市场第四位。

## 历史
淘宝电影原本是阿里巴巴集团的资产，2015年11月阿里巴巴集团将淘宝电影和娱乐宝两项业务注入阿里巴巴影业。
2016年5月，淘宝电影获得17亿元A轮融资，此轮融资由鼎晖投资、蚂蚁金服和新浪领投，和和影业、博纳影业、华策影视、南派泛娱和联瑞影业参与，融资后整体估值达到137亿元，参与A轮融资的投资者将持有该平台的12.4%股权。5月16日，淘宝电影在北京举行发布会，淘宝电影正式更名为淘票票，淘票票与大麦网也达成了战略合作，双方后台售票服务已全面打通。阿里影业CEO张强表示，“未来淘票票将定位于泛娱乐产业营销平台，业务范畴由电影扩展至演出、体育等泛娱乐业，自身定位由线上售票平台转变为具备线上线下双向宣发能力的营销平台。”